# Oil Fields, Cal.
Oil Fields, Cal. è un cortometraggio muto del 1912 prodotto dalla Nestor. Il nome del regista non viene riportato nei credit.

## Produzione
Il film fu prodotto dalla Nestor Film Company. Venne girato in California, a Bakersfield e a Kern River.

## Distribuzione
Distribuito dall'Universal Film Manufacturing Company, il film - un cortometraggio di 150 metri conosciuto anche con il titolo Oil Fields, California - uscì nelle sale cinematografiche USA il 25 maggio 1912. Nelle proiezioni, veniva programmato con il sistema dello split reel, accorpato in un'unica bobina con un altro cortometraggio prodotto dalla Nestor, il documentario Santa Monica Road Race.